# Vinorodni okoliš Ljutomer - Ormož
Vinorodni okoliš Ljutomer - Ormož (1985 ha) je eden od sedmih vinorodnih okolišev 9813 hektarov obsegajoče slovenske vinorodne dežele Podravje. Velja za eno najboljših vinorodnih območij v Podravju in ima bogato tradicijo. Predstavlja področje od slovensko-hrvaške meje, na jugu do reke Drave, na severu do Panonske nižine, na zahodu pa meji na vinorodni okoliš Srednje Slovenske gorice in Haloze. Središči vinorodnega okoliša sta Ljutomer in Ormož, najpomembnejši kraji, ki premorejo vrhunske vinorodne lege pa so: Jeruzalem, Slamnjak, Svetinje, Vinski vrh, Temnar, Železne dveri, idr.
V okolišu najbolje uspeva rizling (laški in renski), šipon, sauvignon, chardonnay, v manjši meri pa modri in sivi burgundec, muškat otonel in zweigelt. Zvrsti sta ljutomerčan in jeruzalemčan.